# Héctor Rial
Héctor Rial, de son nom complet José Héctor Rial Laguía (dit el Tucuta (San Lorenzo), puis el Nene (Nacional), et enfin el Pibe (Madrid)) est un joueur de football argentin, né le 14 octobre 1928 à Pergamino et mort le 24 février 1991 à Madrid, ayant occupé le poste de centre gauche, puis de milieu gauche. Il fut naturalisé espagnol en 1955.
« L'homme au visage de bambin » (dans sa jeunesse) suivit l'autre argentin Alfredo Di Stéfano dans ses trajectoires colombienne et madrilène.

## Clubs
- San Lorenzo : 1945 à 1949
- CD Los Millonarios : 1949 à 1950
- Santa Fe : 1950 à 1951
- Nacional : 1951 à 1954
- Real Madrid : 1954 à 1961
- Deportes : 1961
- Espanyol Barcelone : 1961 à 1962
- Olympique de Marseille : 1962 à 1963

## Palmarès
- 5 sélections en équipe d'Espagne de 1955 à 1956
- Coupe d'Europe des clubs champions à 4 reprises, en 1956, 1957, 1958 et 1959 (en 1959/60 il est de l'effectif, mais ne joue pas sa finale possible)
- Coupe Latine en 1955 et 1957
- Championnat d'Espagne de football en 1955, 1957, 1958 et 1961 (Real Madrid)
- Championnat d'Uruguay de football en 1952 (Nacional, aux côtés de José Santamaria futur madrilène)
- Championnat d'Argentine de football en 1946 (San Lorenzo)
- Coupe Montevideo en 1953 (1re édition) (Nacional)
- Tournoi Pequeña Copa del Mundo en 1956 (à Caracas - 4 clubs de 2 continents, dont Real Madrid)
- Trophée Ramón de Carranza en 1958 et 1959 (à Cadix - Real Madrid)
- Vice-champion d'Espagne en 1959 et 1960
- Finaliste de la coupe d'Espagne en 1958, 1960 et 1961

## Carrière d'entraîneur
- Pontevedra Club de Fútbol
- RCD Majorque
- Équipe d'Espagne olympique  Espagne
- Chivas de Guadalajara
- Équipe d'Argentine de football  Argentine en Coupe du monde de football 1974 (2e tour)
- Équipe d'Arabie saoudite de football  Arabie saoudite
- Deportivo La Corogne
- Estudiantes LP
- Équipe du Salvador de football  Salvador